# Johann Alsbach
Johann Adam Alsbach (Rotterdam, 12 april 1873 – Amsterdam, 20 mei 1961) was een Nederlandse muziekuitgever.

## Geschiedenis
Alsbach nam in 1903 de leiding over van muziekuitgeverij en muziekhandel G. Alsbach & Co., in 1866 te Rotterdam gesticht door zijn vader Carl Georg Alsbach (1830-1906). 
In 1909 heeft Johann Alsbach de Vereniging van Muziekhandelaren en -uitgevers opgericht, waarvan hij bijna veertig jaar voorzitter is geweest. In deze hoedanigheid is hij betrokken geweest bij de voorbereiding van de ondertekening door Nederland van de Conventie van Bern ter bescherming van auteursrecht. Ook was hij betrokken bij de oprichting van Maneto (Manifestatie Nederlandse Toonkunst, 1935) en van Donemus. Tot kort voor zijn dood had hij zitting in de Raad van Beheer van deze organisatie.
Na de dood van Johann Alsbach is de firma overgenomen door Editions Basart.

### Alsbach Collectie
In 1898 heeft G. Alsbach & Co. het fonds en de winkel van de Amsterdamse firma Brix von Wahlberg aangekocht en is van Rotterdam naar Amsterdam verhuisd. Door de overname van Brix von Wahlberg kwam Alsbach in het bezit van de fondsen van vroegere Amsterdamse muziekuitgevers uit de jaren ca. 1830 -1895, eerder overgenomen door Brix von Wahlberg. Deze bevatten talrijke Nederlandse composities. 
In 1926 heeft Alsbach & Co. het fonds van Muziekuitgeverij A.A. Noske (1896-1926) overgenomen, die uitsluitend werk van Nederlandse componisten uitgaf.
Door hieraan eigen uitgaven toe te voegen, alsmede Nederlandse composities gepubliceerd door andere uitgevers, heeft Johann Alsbach de grondslag gelegd voor wat hij een ‘Nederlandsch Muziekarchief’ noemde. Dit zou nagenoeg alle werken van Nederlandse componisten hebben moeten bevatten, gepubliceerd sinds het begin van de 19e eeuw. 
In 1939 heeft Alsbach zijn archief aangeboden aan de Stichting Nederlandse Muziekbelangen, gevestigd bij BUMA. Sindsdien is de collectie niet uitgebreid. In 1982 is de collectie door BUMA overgedragen aan BFO Centrum Nederlandse Muziek (voorheen Bumafonds) in Hilversum. In 1997 is de collectie in bruikleen gegeven aan de muziekbibliotheek van het Gemeentemuseum Den Haag. Deze bibliotheek is in 1999 opgenomen in het Nederlands Muziek Instituut.
De Alsbach Collectie omvat ongeveer 14.000 uitgaven en bestrijkt de periode 1800-1940.